# Али (фильм)
«Али́» (англ. Ali) — художественный фильм 2001 года, спортивная драма, в главной роли — Уилл Смит.

## Сюжет
Фильм начинается с дебютного боя Кассиуса Клэя в чемпионате против тогдашнего чемпиона в тяжёлом весе Сонни Листона. Клэй дразнит Листона, а затем доминирует в первых раундах матча. В середине боя он жалуется на жжение в глазах (намекая, что Листон пытался жульничать) и говорит, что не может продолжать. Тем не менее, его тренер/менеджер Анджело Данди заставляет его продолжить бой. Как только Клэй снова сможет видеть, он доминирует в бою, и Листон заканчивает бой в шестом раунде. Клэй становится вторым самым молодым чемпионом в тяжелом весе после Флойда Паттерсона.
Клей проводит время с Малкольмом Икс, затем его приглашают в дом лидера Нации ислама Элайджи Мухаммада, где ему дают имя Мухаммед Али. Его отец, Кассиус Клэй-старший, не одобряет этого. Али женится на Сонджи Рой, одной из девушек Плейбоя, хотя она не мусульманка и не придерживается сегрегации по полу. Али едет в Африку и встречается с Малкольмом Икс, но позже отказывается говорить с ним, выполняя пожелание Элайджи Мухаммада. Он очень расстроен, когда Малкольм Икс был позже убит.
По возвращении в США Али второй раз встречается на ринге против Сонни Листона и нокаутирует его в первом раунде. Он и Сонджи разводятся после того, как она возражает против различных обязанностей мусульманских женщин.
Али отказывается от призыва на войну во Вьетнаме, за это его лишают боксерской лицензии, паспорта и титула и приговаривают к пяти годам тюремного заключения. Али женится на 17-летней Белинде Бойд. После трехлетнего перерыва приговор отменяют, и в своем первом бою после возвращения Али выступает на ринге против Джерри Кварри и выигрывает техническим нокаутом в третьем раунде.
Али пытается вернуть себе титул чемпиона в тяжелом весе против Джо Фрейзера. В «Бою века» Фрейзер доминирует и выигрывает по решению судей. Это стало первым поражением в карьере Али. Фрейзер позже уступил титул Джорджу Форману.
Форман и Али едут в Киншасу, Заир, где состоится «Грохот в джунглях». Там Али встречает Веронику Порше, у них начинается роман. Прочитав слухи об изменах Али в газетах, его жена Белинда отправляется в Заир, чтобы выяснить отношения. Али говорит, что не уверен, действительно ли он любит Веронику или нет, и просто хочет сосредоточиться на своем предстоящем бое за титул.
Большую часть боя с Форманом Али находится возле канатов, изматывая Формана. Затем он нокаутирует уставшего Формана, вновь становясь чемпионом в тяжелом весе.

## В ролях
| Актёр              | Роль                                            |
| ------------------ | ----------------------------------------------- |
| Уилл Смит          | Мухаммед Али                                    |
| Джейми Фокс        | Дрю «Бандини» Браун                             |
| Джон Войт          | Говард Коселл                                   |
| Марио Ван Пиблз    | Малкольм Икс                                    |
| Джада Пинкетт-Смит | Сонджи Рой                                      |
| Майкелти Уильямсон | Дон Кинг                                        |
| Тед Ливайн         | Джо Смайли                                      |
| Майкл Бентт        | Сонни Листон                                    |
| Джеймс Тони        | Джо Фрейзер                                     |
| Барри Шабака Хенли | Джабир Герберт Мохаммед, менеджер Мохаммеда Али |

## Награды и номинации
- 2002 — две номинации на премию «Оскар»: лучшая мужская роль (Уилл Смит), лучшая мужская роль второго плана (Джон Войт)
- 2002 — три номинации на премию «Золотой глобус»: лучшая мужская роль — драма (Уилл Смит), лучшая мужская роль второго плана (Джон Войт), лучшая музыка к фильму (Лиза Джеррард, Питер Бурк)
- 2002 — премия канала «MTV» за лучшую мужскую роль (Уилл Смит)
- 2002 — Премия NAACP Image за лучший фильм